# جيمس أودونيل
جيمس أودونيل (بالإنجليزية: James O'Donnell)‏ هو سياسي أمريكي، ولد في 25 مارس 1840 في نوروولك في الولايات المتحدة، وتوفي في 17 مارس 1915 في جاكسون في الولايات المتحدة. حزبياً، نشط في الحزب الجمهوري. وقد انتخب عضو مجلس النواب الأمريكي.